# 브루스 라이
브루스 라이(영어: Bruce Lai, 본명: 홍종국, 1950년 ~ 2014년 12월 31일) 또는 장일도(한국 한자: 張一道)는 대한민국의 중화권 영화배우이자 무술 감독 및 영화 연출자이다. 데뷔 초기에 '하종도'와 '여소룡'등의 이름을 사용하였으며, 최근에는 쓰촨성 지진에 거액의 기부금을 기부하기도 했다.

## 출연작

### 영화
- 《이소룡과 쿵후매니아》 (2002년)
- 《드래곤 포스 (폴리스)》 (1983년)
- 《달마신공》 (1981년)
- 《돌아온 36방》 (1980년)
- 《브루스 리의 클론들》 (1980년)
- 《혈육마방》 (1979년)
- 《쾌권괴초》 (1978년)
- 《용형조수금종조》 (1978년)
- 《비호상쟁》 (1978년)
- 《철면객》 (1978년)
- 《리얼 브루스 리》 (1977년)
- 《정무문3》 (1976년)
- 《정무문2》 (1976년)
- 《신사망유희》 (1975년)